# Cathédrale Saint-Louis de Port-Gentil
Pour les articles homonymes, voir Cathédrale Saint-Louis.
Cette cathédrale Saint-Louis est une cathédrale catholique située à Port-Gentil, au Gabon. Elle est le siège du diocèse de Port-Gentil (en).

## Référence
1. ↑  (en) « Cathédrale Saint-Louis », sur gcatholic.org (consulté le 16 décembre 2020).